# 日糖事件
日糖事件是日本於1909年爆發的一起貪污弊案，是大日本製糖的董事（取締役）們共謀，為了延長〈輸入原料砂糖戻稅法〉效力、阻止砂糖消費稅增徵法案與企圖讓政府收購會社以隱瞞會社虧空破產之事，而向數名日本眾議院議員行賄的事件。這件弊案對臺灣糖業造成一定影響，其中最主要的是「砂糖官營論」自此未再提起，使臺灣糖業並未成為政府專賣事業之一。

## 事件背景
日本在甲午戰爭以後開始了對臺灣的統治，而當時臺灣的主要產業為製糖與樟腦，為了保護糖業，日本於1902年（明治35年）制定了〈輸入原料砂糖戻稅法〉，該稅法主要是讓從國外進口的砂糖原料免於課稅，已課稅者予以退稅，藉此降低製糖成本。此一有效期限為5年的法律因日俄戰爭後日本國內經濟低迷，而在1906年12月召開會議將其效力延長到1911年（明治44年），但是此一法案的通過，乃是大日本製糖會社董事秋山一裕、磯村音介等人為了守住其會社的利益而共謀，向20名有力的眾議院議員20名以現金等物賄賂的結果。而除了〈輸入原料砂糖戻稅法〉的效力延長外，大日本製糖也企圖阻止砂糖消費稅增徵法案，並藉由消費稅增稅問題炒作「砂糖官營」議題，企圖讓政府收購因投資失利而嚴重虧損的大日本製糖。

## 事件的曝光
由於大日本製糖決算造假一事在1909年1月被報紙披露，股票大跌，社長與董事引咎辭職，股東們尋找繼任社長人選多時後，請求藤山雷太繼任。然而就在藤山雷太同意後，1909年3月11日，日糖事件曝光，許多眾議員遭到拘留，4月11日前大日本製糖董事磯村、秋山等人遭到拘捕，許多眾議員遭到起訴而收押。

## 審判與判決
隨著對行賄方、收賄議員的調查，最後涉嫌收取賄賂的有來自立憲政友會、憲政本黨、大同俱樂部等三派共20名議員。東京地方裁判所第二刑事部於7月3日宣布相關判決，被告等人被判處重禁錮3到10個月，並沒收賄賂金。而在1909年7月11日時，大日本製糖前社長酒匂常明於該日上午6:00在住家舉槍自盡。
此外，行賄的大日本製糖董事，被以違反瀆職法、涉嫌文書偽造等理由起訴，負責審判的東京地方裁判所第四部刑事部於1909年（明治42年）12月6日宣布判決，磯村音介被判處重禁錮4年、秋山一裕為重禁錮3年6個月，其他5名董事則判處重禁固2年6個月以下的緩刑。但是磯村、秋山兩名被告對於一審判決不服而上訴，之後隨著東京控訴院、宮城控訴院各下達判決後，兩人同於1912年（明治45年）3月29日放棄上訴。